# Le Grand-Village-Plage
Le Grand-Village-Plage is een gemeente in het Franse departement Charente-Maritime (regio Nouvelle-Aquitaine). De plaats maakt deel uit van het arrondissement Rochefort. Het is een van de acht gemeenten van het Île d'Oléron. Le Grand-Village-Plage telde op 1 januari 2022 1.096 inwoners.

## Geschiedenis
Samen met de rest van Oléron werd de plaats -toen nog Saint-Trojan-les-Bains- bevrijdt van de Duitsers op 1 mei 1945 als een van de laatste Franse gebieden tijdens de Tweede Wereldoorlog.
Na de oorlog begonnen er stemmen op te gaan om Saint-Trojan te splitsen. Een aantal noordelijke gehuchten, met name Grand-Village, Petit-Village, Trillou, Le Maine en Les Allassins kenden altijd al een groot samenhorigheidsgevoel door hun gemeenschappelijke economische activiteit, met name wijnbouw en landbouw, terwijl de zuidelijke gehuchten voornamelijk vissers en oestertelers waren. Toen in 1947 geen enkele noordelijk gemeenteraadslid verkozen werd, werden de plannen concreet en werd beslist tot een splitsing in 1948. Met de verkiezing van Eugene Rouanet als burgemeester in 1951 werd Le Grand-Village-Plage effectief een aparte gemeente.
Toch ging niet alles over rozen en budgettaire problemen deden in 1968 een motie aannemen om aan te hechten bij het naburige Le Château-d'Oléron. Dit werd echter door de rechtbank te Poitiers nietig verklaard.

## Geografie
De oppervlakte van Le Grand-Village-Plage bedroeg op 1 januari 2022 6,05 vierkante kilometer; de bevolkingsdichtheid was toen 181,2 inwoners per km².
De onderstaande kaart toont de ligging van Le Grand-Village-Plage met de belangrijkste infrastructuur en aangrenzende gemeenten.

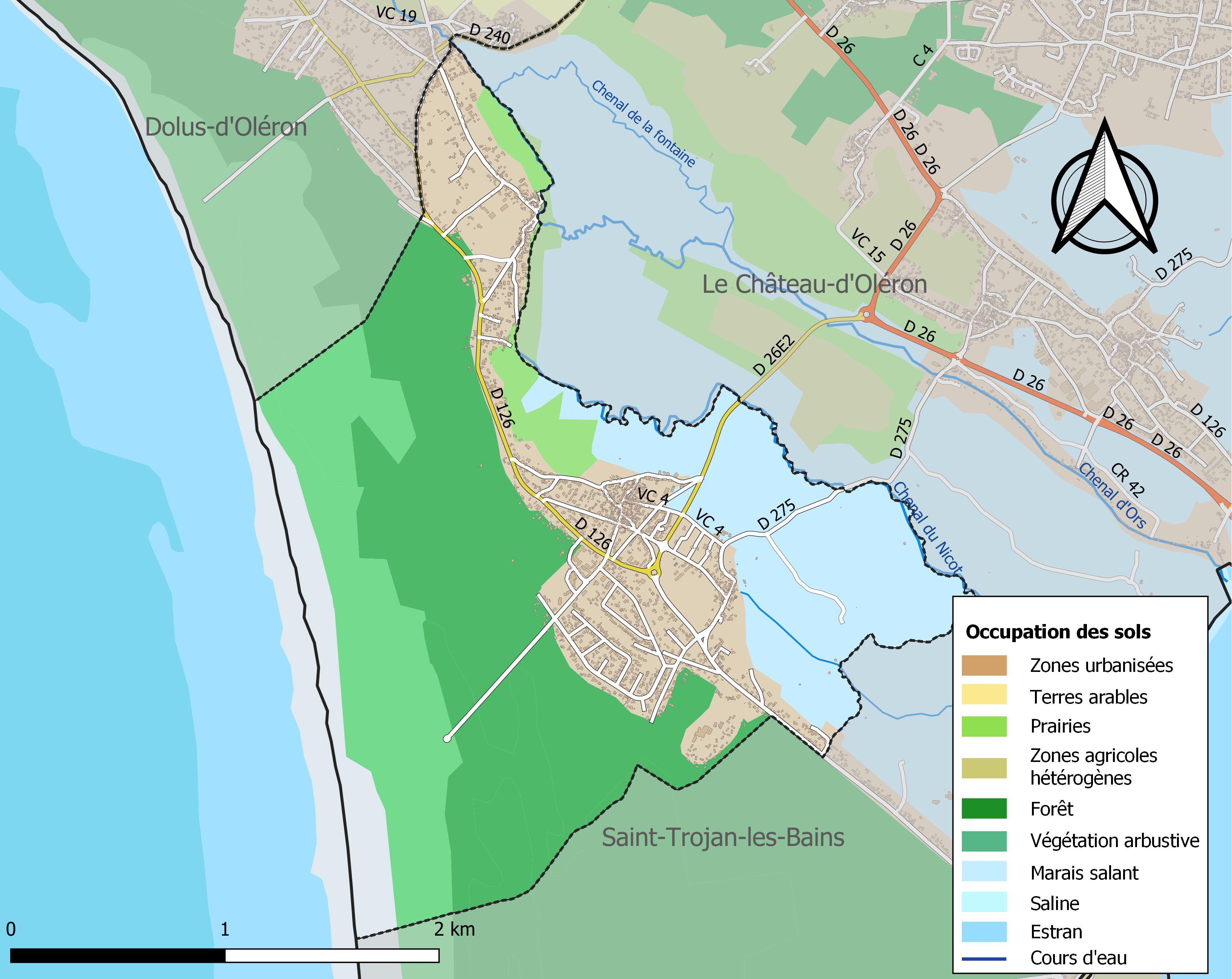

## Demografie
Onderstaande figuur toont het verloop van het inwonertal (bron: INSEE-tellingen).

## Toerisme
Net als de rest van Oléron, is Le Grand-Village-Plage zeer toeristisch, met twee campings, hotels, een vakantiepark en huurhuisjes. Trekpleisters zijn o.a. de oceaankust ("wilde kust") en het Port des Salines met zijn ecomuseum.